# Mittelalterliche und neuzeitliche Stadtbefestigung Trier

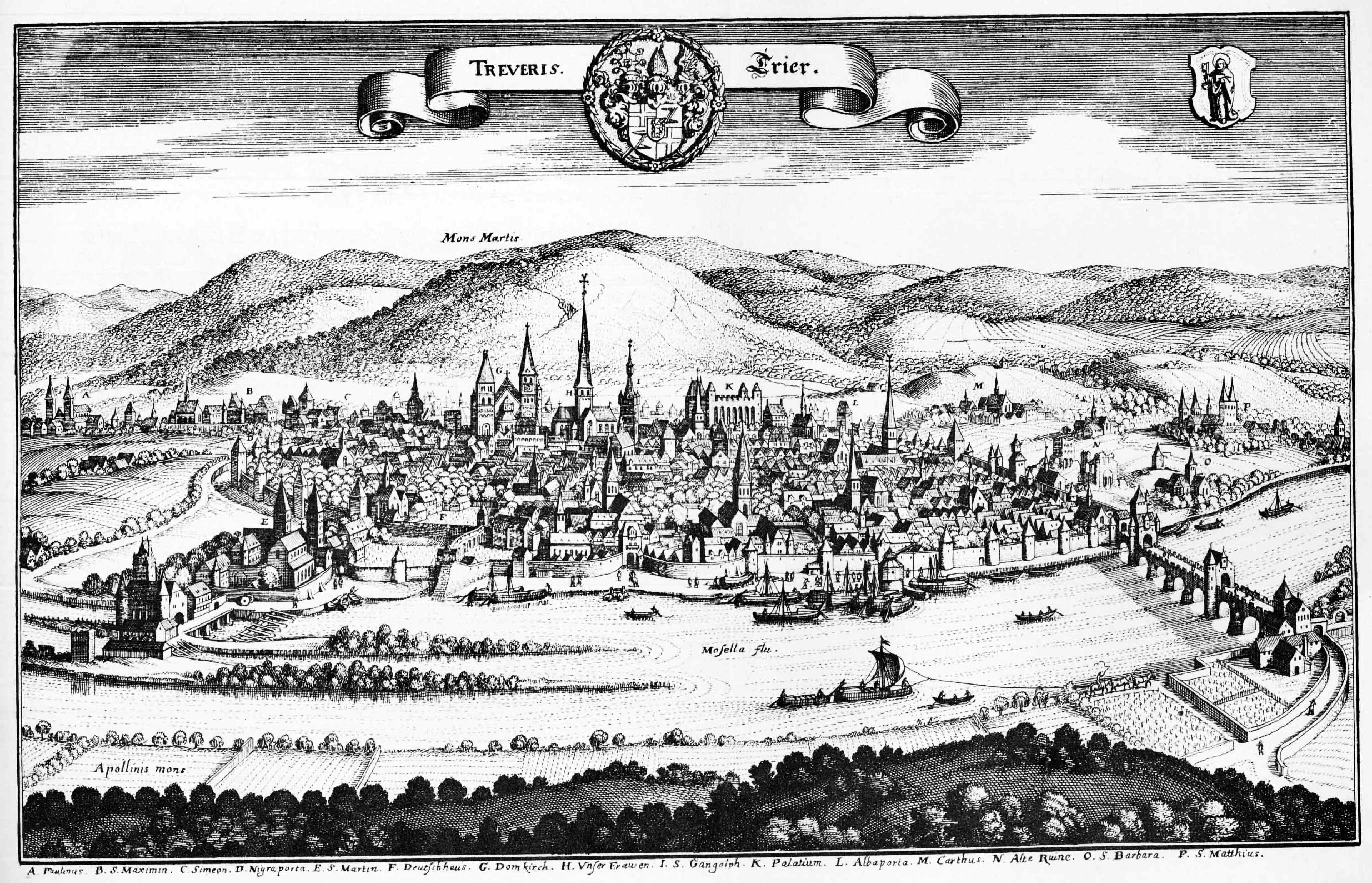
Stich von Merian von Trier mit Stadtbefestigung (1646), wahrscheinlich nach Situation etwa im Jahr 1548

Die mittelalterliche Stadtmauer von Trier wurde wohl im 12. und 13. Jahrhundert erstmals angelegt und – nach zwischenzeitlicher Teilzerstörung 1684/89 und späterem Wiederaufbau – im 19. Jahrhundert größtenteils niedergelegt. In der Frühen Neuzeit wurden in Trier mehrmals zusätzlich Festungsanlagen errichtet.

## Allgemeine Entwicklung

### Vorgeschichte, erste Baumaßnahmen (12. und 13. Jahrhundert) und Verlauf
Die römische Stadtbefestigung in Trier war in Teilen noch im 9. Jahrhundert vorhanden.
Anfang des 11. Jahrhunderts wurde unter Erzbischof Ludolf (im Amt 994–1008) der Bereich der Domimmunität innerhalb der Stadt mit einer steinernen Mauer abgegrenzt. Möglicherweise war in dieser Zeit die Stadt bereits mit einer Wehranlage umgeben, die in diesem Fall aus Holzpalisaden und Gräben bestanden haben könnte. Schon im Jahr 1084 wird das Mustor erwähnt. Dass Tore schon vor der Errichtung der Mauer existiert haben, wird allgemein für möglich gehalten.
Wann und unter welchem Erzbischof bzw. Kurfürsten die tatsächliche Stadtmauer begonnen wurde, ist unklar bzw. umstritten. Möglicherweise wurde unter Erzbischof Bruno (im Amt 1102–1124) im Süden der Stadt eine Befestigung angelegt. Auch Arbeiten an der Stadtbefestigung um das Jahr 1143 unter Albero (im Amt 1132–1152) sind ungewiss, werden aber vermutet. Auf einer Grabschrift wird Johann I. (Erzbischof und erster Trierer Kurfürst 1190–1212) als der Erbauer der Stadtmauer genannt, was aber angezweifelt wird. Er hat die Mauer aber womöglich verstärkt. Unstrittig baulich tätig war Arnold II. (im Amt 1242–1259) im Jahr 1248 oder kurz danach. Zu dieser Zeit hat sicher bereits eine Wehranlage bestanden. Unklar ist wieder, inwieweit er diese erneuert oder aber durch einen Neubau ersetzt hat. Ein Neubau unter Arnold scheint jedenfalls die zur Stadt zurückspringende Mauer nördlich der Barbarathermen gewesen zu sein. Im Bereich der Thermen hatten die Herren von der Brücke mit Rudolf von der Brücke als Widersacher Arnolds ihren Sitz in einem mehrgeschossigen Wohnturm. Zum Schutz vor ihnen ließ Arnold diesen Mauerabschnitt mit dem Neidtor errichten und schloss sie somit aus der Stadt aus.

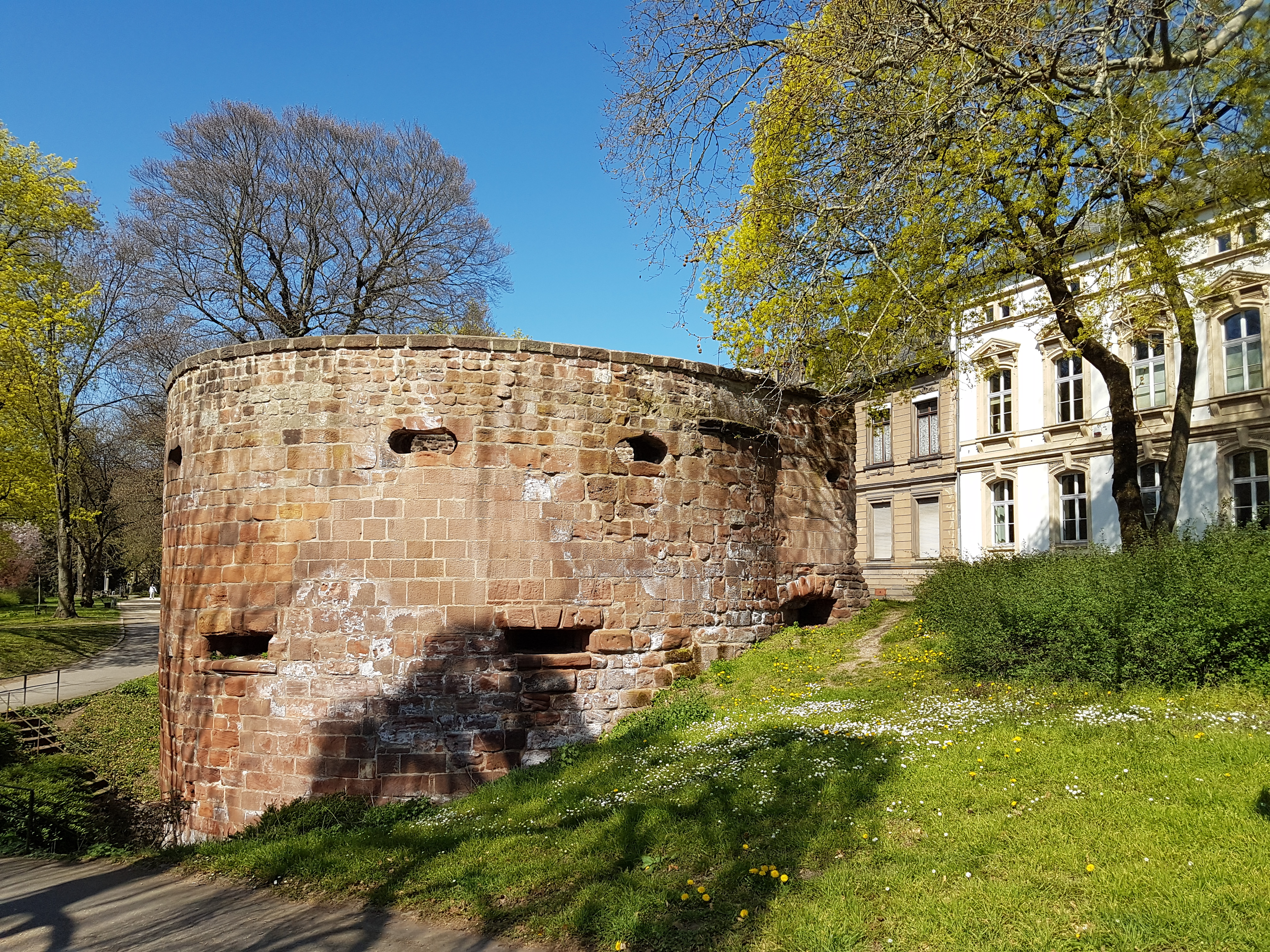
Bollwerk von 1543 („Roter Turm“) an der heutigen Südallee/Kaiserstraße

Aufgrund der im Vergleich zur Römerzeit geschrumpften Stadt war die mittelalterliche Stadtmauer nur etwa halb so groß wie die römische. Dies äußerte sich vor allem in der geringeren Ausdehnung nach Osten und Süden. Im Norden wurde dagegen teilweise auf Fundamenten der römischen Stadtmauer gebaut. Die Ausdehnung lässt sich heute in etwa am Grüngürtel im Alleenring nachvollziehen. Neben der erwähnten Stelle nördlich der Barbarathermen knickte die Mauer – hier aus nicht bekannten Gründen – auch im Bereich des heutigen Palastgartens ins Stadtinnere ab, was dort heute aufgrund der noch bestehenden Mauer noch nachvollzogen werden kann. Mit Ausnahme der Moselseite war die Mauer von einem Graben umgeben. Die römische Porta Nigra war wieder in die Anlage integriert. Sie war allerdings zur Kirche St. Simeon umgebaut worden, so dass nebenan ein neues Stadttor, das Simeonstor, errichtet wurde. Anders als bei der römischen Stadtbefestigung wurden die Kaiserthermen in die Befestigung miteinbezogen. Die Trierer Stadttore waren im späten Mittelalter in der Regel massive, mehrgeschossige Bauten mit Schieferdachdeckung und hatten Holztorflügel.

### Ausbau und erste Belagerungen (14. bis 16. Jahrhundert)
Für das ausgehende 14. Jahrhundert sind zahlreiche Baumaßnahmen zur Instandhaltung und Verstärkung der Anlagen nachgewiesen. Womöglich schon im 14. Jahrhundert, spätestens aber 1433 war die Stadtmauer zum ersten Mal mit Geschützen belagert worden. Die Belagerung von 1433 endete aber für den Angreifer Ulrich von Manderscheid erfolglos. Als Reaktion darauf versah man die Stadtmauer im Jahr 1459 mit Schießscharten. Auch späteren Belagerungen (z. B. 1522 durch Franz von Sickingen) hielt die Stadtmauer zunächst stand. Im Jahr 1580 bestand die Stadtmauer neben den Toren aus 45 Türmen, einem Rondell, zwei erhöhten Geschützplattformen und zwei Bollwerken.

### Häufige Besetzungen, Festungsbauten und Zerstörungen der Stadtbefestigung (17. und 18. Jahrhundert)

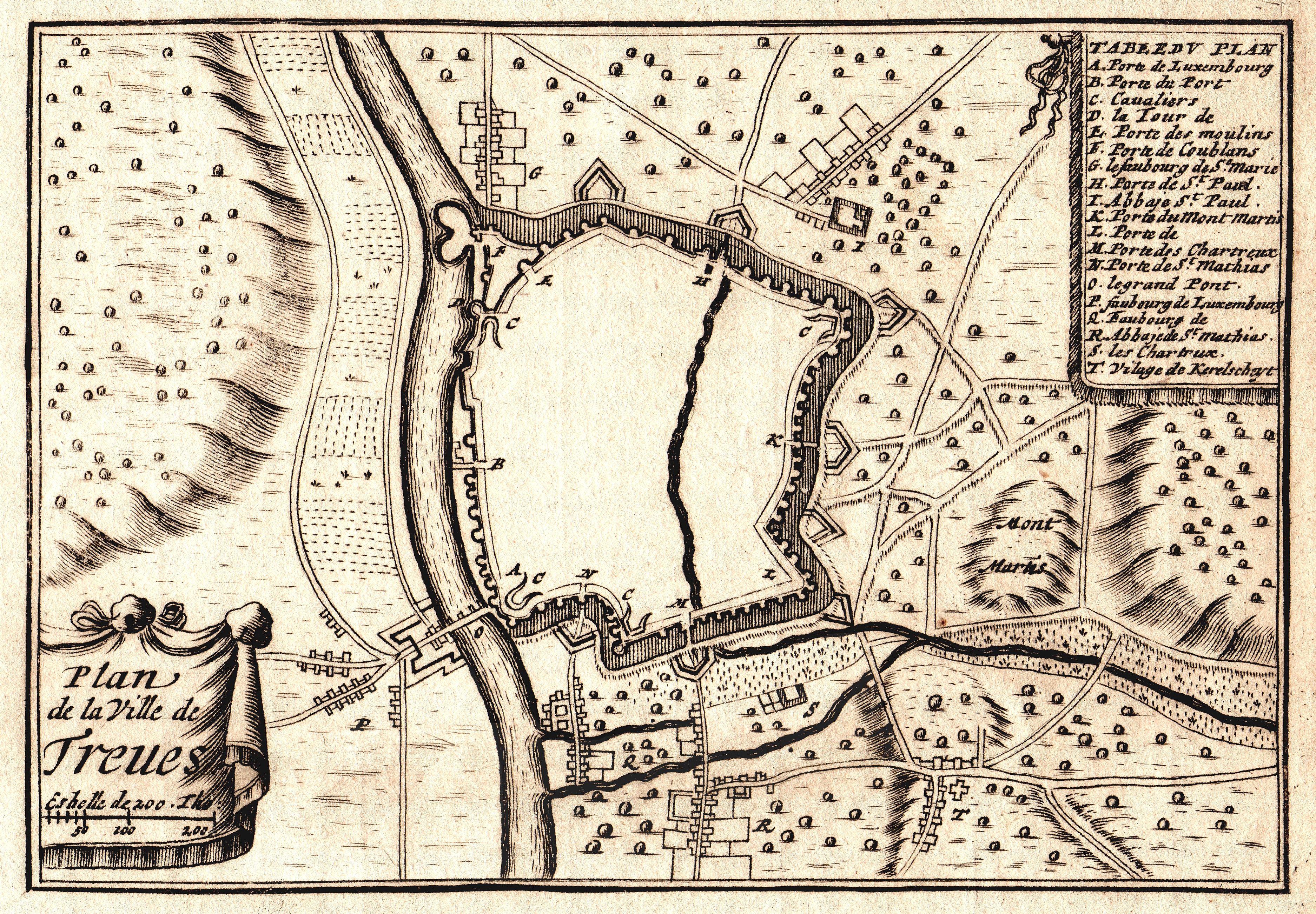
Stadtbefestigung um 1680

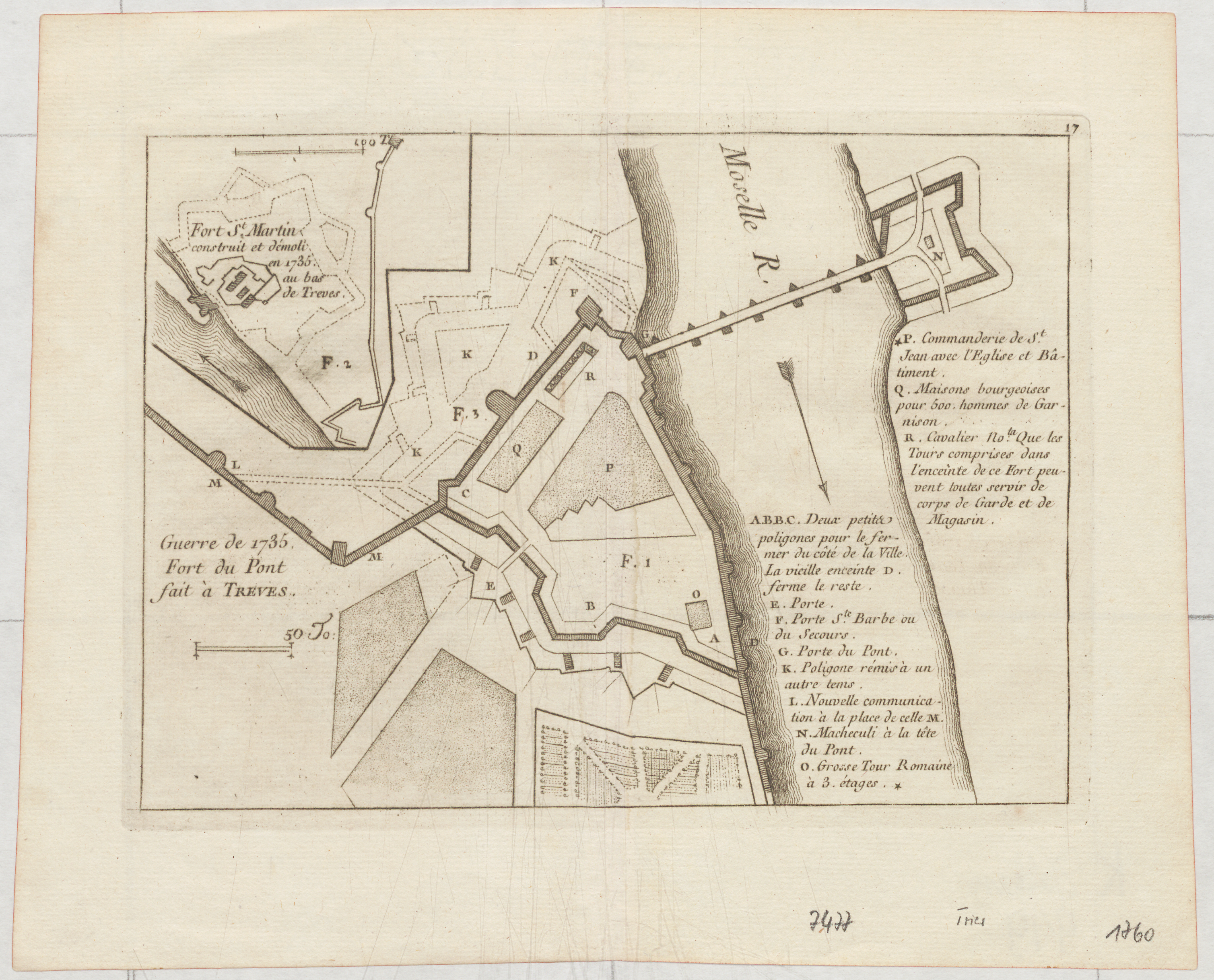
Forts von 1735 mit der noch in Planung befindlichen Erweiterung

Im Jahr 1645 oder kurz darauf ordnete der zuvor aus spanisch-habsburgischer Gefangenschaft wieder nach Trier zurückgekehrte Kurfürst Philipp Christoph von Sötern den Bau von Festungswerken in den Bereichen der Johanniter (in der Nähe der Römerbrücke), des Klosters St. Martin und beim Alttor (bei den Kaiserthermen) an, wobei nur die Ausführung des Forts an der Römerbrücke belegt ist. Es wurde von einer französischen Garnison genutzt. Das Fort wurde aufgrund einer im Jahr 1650 getroffenen Vereinbarung geschleift. Nachdem französische Truppen 1673 die Stadtmauer beim Alttor durchbrochen und die Stadt eingenommen hatten, ließ der eingesetzte französische Gouverneur Pierre de Vignory bis 1675 Trier zur Festung ausbauen. Um Feinden keinen Stützpunkt zu bieten, ließ er außerdem die Vororte Zurlauben, Maar, Straß-Paulin und St. Barbara abreißen, außerdem die Reichsabtei St. Maximin, das Stift St. Paulin, jeweils mit Kirche, die Zisterzienserinnenabtei Löwenbrücken, sowie die Marienkirche. Zudem ließ er flächendeckend Bäume vor den Stadttoren, darunter vor allem Obstbäume, fällen, deren Holz für Palisaden und Schanzen verwendet wurde. Noch im Jahr 1675 wurde Trier von kaiserlichen Truppen belagert, die schließlich in die Stadt einzogen und den inzwischen nach Trier gelangten französischen Kommandanten François de Créquy zur Aufgabe zwangen und festnahmen. Im Jahr 1684 kehrte Créquy zurück und ließ die Türme der Befestigung niederreißen und den Graben zuschütten. Fünf Jahre später wurde die Stadtmauer selbst (wie auch die Römerbrücke) im Rahmen des Pfälzischen Erbfolgekriegs zerstört – dies war Teil der Taktik Ludwigs XIV., nicht zu haltende Städte zu zerstören, um einziehenden Feinden keinen Schutz zu gewähren. Von einer Zerstörung der ganzen Stadt, wie er es andernorts tat, sah Ludwig ab. Von der Stadtmauer erhalten blieb der Teil vom Fischertor (Höhe St. Irminen) bis zum Roten Turm an der heutigen Südallee, sowie die Stadttore. Um das Jahr 1703 wurde für eine in Trier liegende Besatzung von 500 französischen Soldaten eine Schanze beim Kloster St. Martin errichtet. 1704 lösten Truppen der antifranzösischen Koalition die Franzosen ab und es wurden, diesmal auf Befehl des Herzogs von Marlborough, in sechsmonatiger Arbeit durch Trierer Bürger und Bauern aus der Umgebung Schanzen rund um Trier, bis auf die anschließenden Höhenzüge, angelegt, die schon 1705 durch die erneut in die Stadt eingezogenen französischen Truppen geschleift wurden. Nur die Befestigung bei St. Martin wurde erhalten und weiter ausgebaut. Hierfür wurden auch Steine aus den Resten der Stadtmauer (in der Nähe des Simeonstifts) verwendet. Nach dem Friede von Utrecht schleiften die Franzosen ihre Anlagen wieder und zogen ab. Die bereits 1684/89 zerstörte Stadtmauer wurde erst unter Kurfürst Franz Ludwig von Pfalz-Neuburg 1722/23 wieder aufgebaut. In der Zwischenzeit hatte nur ein provisorischer Palisadenzaun bestanden und es war von 1702 bis 1714 eine Dauerwache zum Schutz vor Kriminalität nötig. Ab 1734 lagen während des Polnischen Thronfolgekrieges wieder 15000 französische Soldaten in Trier, die 1735 zuerst das Fort St. Martin wiederherstellen und dieses bald darauf durch eines an der Römerbrücke (innerhalb der Stadtmauern), ergänzt durch ein Hornwerk am westlichen Brückenkopf ersetzen ließen. Das Fort wurde bald noch einmal erweitert und im Zuge dessen auch der Verlauf der Stadtmauer zwischen der Römerbrücke und dem Roten Turm verändert. Im Ersten Koalitionskrieg wurden ab 1792 durch den Kurfürsten bzw. ab 1794 durch einmarschierte französische Truppen noch einmal umfangreiche Schanzen im Umland von Trier angelegt, möglicherweise mit teilweiser Wiederherstellung der Anlagen des Herzogs von Marlborough. Danach erfolgten wieder Abrisse von Festungsanlagen, bspw. im Jahr 1809 das Bollwerk bei der Römerbrücke.

### Funktion für die Mahl- und Schlachtsteuer und Rückbau (19. Jahrhundert)

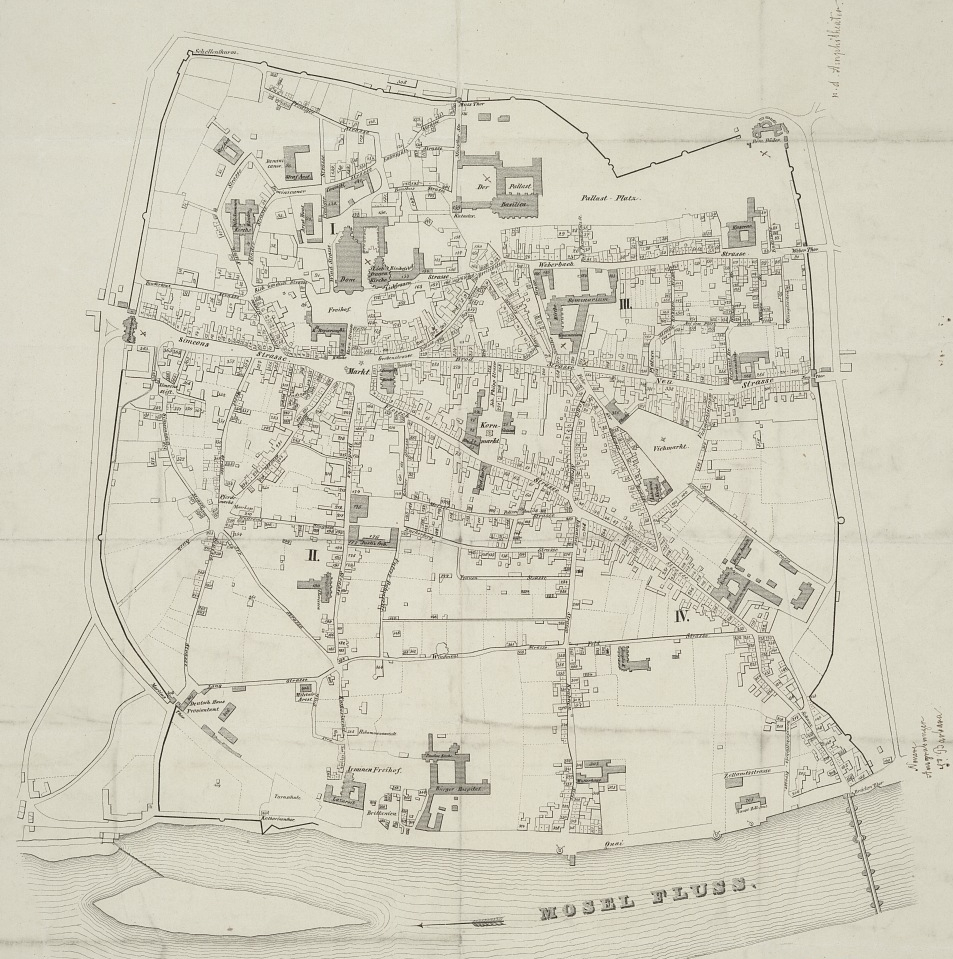
Die Stadtmauer im Jahr 1856. Der Teil zwischen Irminenfreihof und Römerbrücke ist bereits abgerissen.

Im 19. Jahrhundert blieb die Stadtmauer größtenteils noch aufgrund der 1820 eingeführten (und 1875 abgeschafften) preußischen Mahl- und Schlachtsteuer bestehen, die an den Stadttoren erhoben wurde. Zunächst wurde nach dem Rückbau der Kirche St. Simeon, der 1817 vollendet war, die Porta Nigra ab 1822 wieder zum Stadttor, wenngleich die Abwicklung der Steuer weiter über das Simeonstor lief. Vor 1875 wurden schon einige nicht für die Steuer notwendige Teile der Stadtmauer abgerissen: 1805/06 das westliche Brückentor, 1809 beim Abriss des Bollwerks beim Brückentor ein kleines Stück der Stadtmauer (in diesem Zusammenhang Neubau des Barbarators), 1831 das Mauerteilstück von der Römerbrücke bis zum Zollamt, 1847/48 der größte Teil der moselseitigen Stadtmauer und mit ihr auch das Fischer- und die Krahnentore, sowie 1868 oder 1869 das stadtseitige Brückentor, um am Bahnhof in der Luxemburger Straße ankommende Reisende nicht zu behindern. Als Ersatz für das Brückentor wurde ein Zollhaus auf der westlichen Moselseite errichtet.
Als die Steuer 1875 abgeschafft wurde, befürworteten die Stadtverordneten und die Mehrheit der Trierer Bürger einen schnellen Abriss der Stadtmauer mit seinen Türmen und Toren, wenngleich es auch ein Lager von Befürwortern eines Erhaltes gab. Die preußische Regierung mit dem Staatskonservator Ferdinand von Quast versuchte aus Gründen des Denkmalschutzes zu erreichen, dass lediglich einzelne Mauerdurchbrüche vorgenommen würden und konkret auch das Neutor erhalten bliebe. Aus kulturellen Gründen erhalten blieben letztlich aber nur zwei Türme an der Süd- und der Nordallee. Am Palastplatz und am Schießgraben blieben Mauerteile zur Einfriedung von Militärgelände (bis heute) erhalten. Der Mauerteil des heutigen Palastgartens enthält auch die rekonstruierte Kastilport, die bereits im Jahr 1552 geschlossen worden war. Die restlichen Bestandteile der Stadtmauer wurden bald nach 1875 abgerissen, zuletzt noch das Martinstor im Jahr 1894.

## Liste der mittelalterlichen und neuzeitlichen Stadttore

Lage der Stadttore

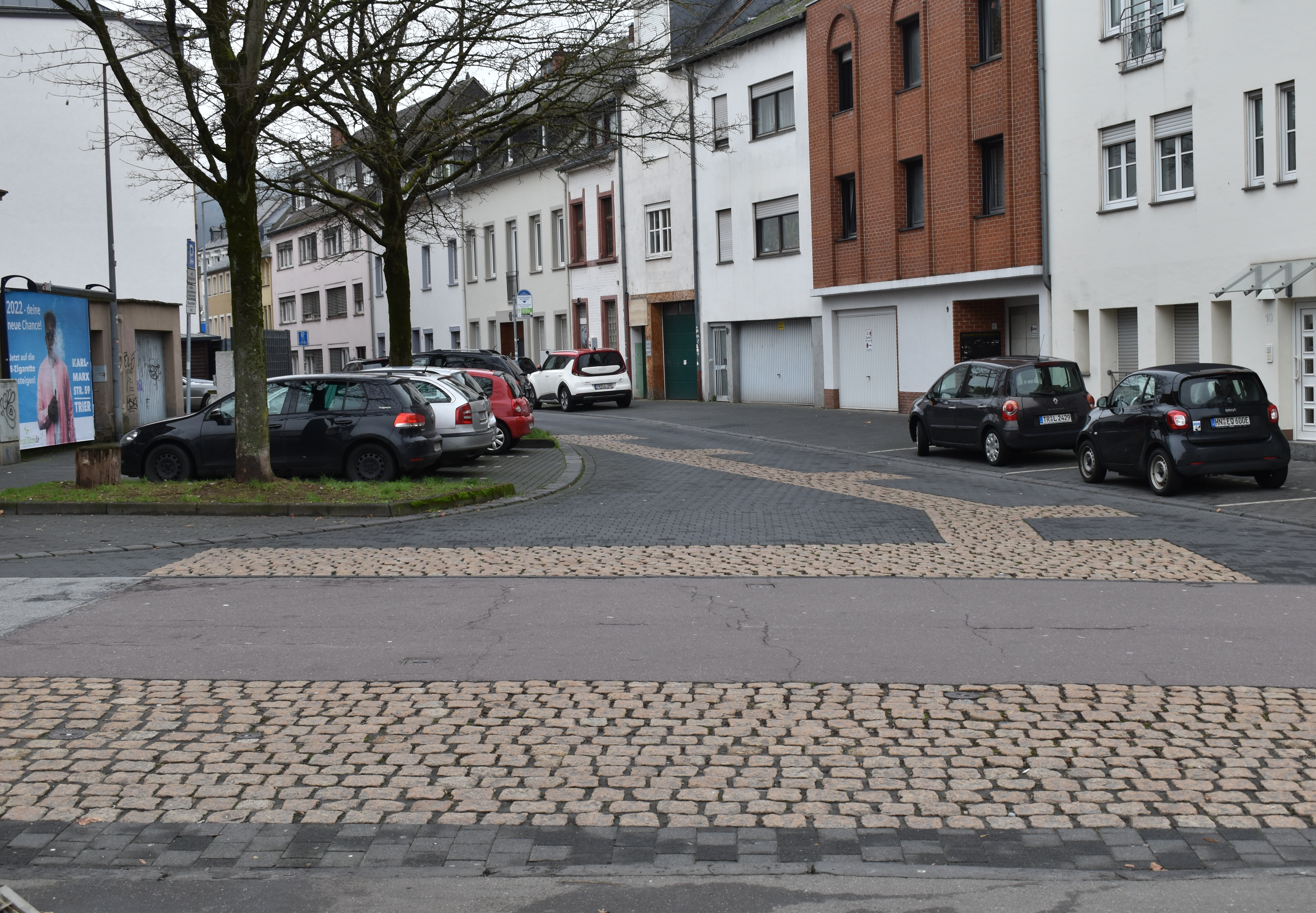
Pflastermarkierung des Neidtors in der Lorenz-Kellner-Straße

Vom Simeonstor aus im Uhrzeigersinn
| Bild | Name(n)                         | Zeit der Errichtung/von Umbauten           | Zeit des Abrisses | Anmerkungen |
| --- | ------------------------------- | ------------------------------------------ | ----------------- | --- |
| | Simeonstor                      | Mitte 13. Jahrhundert oder früher/1746     | 1876              | Zunächst zwei Tore mit Zugbrücke dazwischen; 1746 neu errichtet; 1876 auf Abbruch versteigert; im April 1876 abgerissen |
| Bild gesucht Die Wikipedia wünscht sich an dieser Stelle ein Bild vom hier behandelten Ort. Weitere Infos zum Motiv findest du vielleicht auf der Diskussionsseite . Falls du dabei helfen möchtest, erklärt die Anleitung , wie das geht. BW | Kürenztor/Kuritztor             | Mitte 13. Jahrhundert oder früher          | vmtl. 1891        | nach 1522, aber vor 1783 zugemauert; war noch bis zuletzt in der Mauer zu erkennen; Abriss vmtl. mit entsprechendem Stadtmauerteilstück (ab) 1891 |
| Bild gesucht Die Wikipedia wünscht sich an dieser Stelle ein Bild vom hier behandelten Ort. Weitere Infos zum Motiv findest du vielleicht auf der Diskussionsseite . Falls du dabei helfen möchtest, erklärt die Anleitung , wie das geht. BW | Mustor/Musiltor                 | vor 1085/nach 1831                         | 1875 oder 1876    | 1832 von der Stadt als nicht denkmalwürdig beurteilt und daraufhin einige Jahre später umgebaut bzw. erweitert. |
| | Kastiltor („Kastilport“)        | 12./13. Jahrhundert/1936–37/1952/1995–1996 | –                 | Im 12. Jahrhundert errichtet; Umbau im 13. Jahrhundert; schloss im Jahr 1552; Anfang des 20. Jahrhunderts waren noch Reste erhalten; Rekonstruktion 1936/37; im Zweiten Weltkrieg zerstört; in den 1950ern Wiederaufbau; 1995/96 Umbau. |
| | Alttor                          | 12. Jahrhundert oder früher                | nach 1816         | Name von Alteburg = Kaiserthermen; war in die Kaiserthermen integriert; bis 1817, als die Kaiserthermen weiter freigelegt wurden, in Gebrauch. |
| Bild gesucht Die Wikipedia wünscht sich an dieser Stelle ein Bild vom hier behandelten Ort. Weitere Infos zum Motiv findest du vielleicht auf der Diskussionsseite . Falls du dabei helfen möchtest, erklärt die Anleitung , wie das geht. BW | Weberbachtor                    | 1817                                       | 1876              | Ersatz für das 1817 geschlossene Alttor |
| | Neutor                          | vor 1201                                   | 1877              | Renovierung 1748, in Inschrift festgehalten; im 19. Jahrhundert vermutlich noch weitestgehend unveränderter Torbau aus dem 12. Jahrhundert; 1843 Abriss (städtisches Vorhaben) noch durch preußische Regierung abgewendet; 1877 nach gewisser Debatte mit gleichen Positionen wie 1843 abgerissen; Relief (um 1147 datiert) wurde bewahrt. |
| Bild gesucht Die Wikipedia wünscht sich an dieser Stelle ein Bild vom hier behandelten Ort. Weitere Infos zum Motiv findest du vielleicht auf der Diskussionsseite . Falls du dabei helfen möchtest, erklärt die Anleitung , wie das geht. BW | Neidtor                         | ca. 1248                                   | nach 1770         | Bestand – zugemauert – in den 1770er Jahren noch |
| | St.-Barbara-Tor                 | vor 1736/nach 1808/1847                    | 1876/77 oder 1879 | 1847 durch Neubau nach Plänen von Johann Georg Wolff ersetzt. Die Konstantinsäule an der Römerbrücke zeugt heute noch vom Tor. |
| | Brückentor                      | vor 1375/1716–18                           | 1868 oder 1869    | Vor der Zerstörung 1689 auf dem siebten Pfeiler von Westen, später auf dem östlichen Brückenkopf; 1868 oder 69 aus Rücksicht auf die vom Bahnhof an der Luxemburger Straße kommenden Reisenden abgerissen und stattdessen Zollhaus am westlichen Moselufer errichtet.                                                                      |
| | [zweites Brückentor]            | vor 1375/1716–18                           | 1805/06           | Vor der Zerstörung 1689 auf dem zweiten Pfeiler von Westen, später auf dem ersten; zumindest Neubau bis 1776 mit Zugbrücke. |
| | [drittes Brückentor]            | vor 1375                                   | 1689?             | Am westlichen Brückenkopf. |
| Bild gesucht Die Wikipedia wünscht sich an dieser Stelle ein Bild vom hier behandelten Ort. Weitere Infos zum Motiv findest du vielleicht auf der Diskussionsseite . Falls du dabei helfen möchtest, erklärt die Anleitung , wie das geht. BW | Neues Krahnentor                | nach 1777                                  | 1848              | Nur zur Bedienung des 1777 errichteten (neuen) Krans, daher meist geschlossen. |
| Bild gesucht Die Wikipedia wünscht sich an dieser Stelle ein Bild vom hier behandelten Ort. Weitere Infos zum Motiv findest du vielleicht auf der Diskussionsseite . Falls du dabei helfen möchtest, erklärt die Anleitung , wie das geht. BW | (Altes) Krahnentor/Johannistor  | Mitte 13. Jahrhundert oder früher          | 1848              | |
| | Fischertor/Oerentor             | Mitte 13. Jahrhundert oder früher          | 1848              | Bereits vor Abriss 1848 geschlossen |
| Bild gesucht Die Wikipedia wünscht sich an dieser Stelle ein Bild vom hier behandelten Ort. Weitere Infos zum Motiv findest du vielleicht auf der Diskussionsseite . Falls du dabei helfen möchtest, erklärt die Anleitung , wie das geht. BW | Katharinentor (Zurlaubener Tor) | 1815                                       | 1879              | Erst 1815 errichtet, wodurch man seitdem um die gesamte Kernstadt laufen konnte. |
| Bild gesucht Die Wikipedia wünscht sich an dieser Stelle ein Bild vom hier behandelten Ort. Weitere Infos zum Motiv findest du vielleicht auf der Diskussionsseite . Falls du dabei helfen möchtest, erklärt die Anleitung , wie das geht. BW | Martinstor                      | Mitte 13. Jahrhundert oder früher          | 1894              | Dem Martinstor war zeitweise die Wasserpforte vorgelagert; das Martinstor war das letzte Stadttor, das abgerissen wurde. |
| Bild gesucht Die Wikipedia wünscht sich an dieser Stelle ein Bild vom hier behandelten Ort. Weitere Infos zum Motiv findest du vielleicht auf der Diskussionsseite . Falls du dabei helfen möchtest, erklärt die Anleitung , wie das geht. BW | Deutschherrentor                | Mitte 13. Jahrhundert oder früher          | ?                 | Dem Deutschherrentor war die St. Mauritiuspforte vorgelagert. |
| Bild gesucht Die Wikipedia wünscht sich an dieser Stelle ein Bild vom hier behandelten Ort. Weitere Infos zum Motiv findest du vielleicht auf der Diskussionsseite . Falls du dabei helfen möchtest, erklärt die Anleitung , wie das geht. BW | Maartor                         | vor 1376                                   | ?                 | Wurde noch im Mittelalter geschlossen und diente fortan nur als Turm. |
| | Römertor (Porta Nigra)          | ab 170                                     | –                 | Nach erfolgtem Rückbau der Kirche St. Simeon 1817 am 17. Mai 1822 als Stadttor wiedereröffnet. Das neugewonnene Stadttor erhielt die Bezeichnung Römertor. |